# Masacre de Kommeno
La Masacre de Kommeno (en griego: Η σφαγή του Κομμένου) fue un crimen de guerra nazi perpetrado por miembros de la Wehrmacht en la aldea de Kommeno, Grecia, en 1943, durante la ocupación alemana de Grecia en la Segunda Guerra Mundial.

## Antecedentes

### Geografía
Kommeno es un pueblo en el oeste de Grecia, cerca de Arta. Se encuentra en la orilla este del Río Arachthos, al norte del Golfo de Ambracia. En el censo de 1940 tenía 776 habitantes dedicados a la agricultura y la pesca.

### El 1943 en Kommeno
En el verano de 1943 las organizaciones partisanas griegas, como ELAS y EDES, habían formado importantes grupos armados que atacaban con frecuencia a las fuerzas de las potencias del Eje. Como los partisanos se apoyaban en algunos civiles para obtener alimentos e información, la Wehrmacht hacia responsable a comunidades enteras y realizaba sistemáticamente represalias masivas para intimidar a la población. La masacre de Kommeno es un ejemplo claro de esta política.
El 12 de agosto de 1943, un pequeño destacamento de partisanos que necesitaba alimentos llegó a Kommeno. Mientras recolectaban dichos alimentos, un equipo de reconocimiento de dos hombres de la Wehrmacht entró en el pueblo y, al ver a los partisanos, dieron media vuelta y se marcharon. Por temor a las represalias, los lugareños pasaron la noche en los campos y enviaron una delegación al comandante italiano en Arta para explicar la situación. Al tener el compromiso de que no habría ninguna consecuencia, regresaron a sus hogares y se prepararon para celebrar la Asunción de María el día 15.
En la tarde del 15 de agosto, se celebró un matrimonio en Kommeno y muchas personas de la aldea y sus alrededores se quedaron hasta tarde celebrándolo.

## La masacre
Al amanecer del 16 de agosto, 120 hombres de la 12.ª Compañía del 98.º Regimiento de la 1.ª División de Montaña, bajo el mando del Leutnant Willibald Röser, fueron desplazados a Kommeno en camiones. La noche anterior, el comandante del regimiento Coronel Josef Salminger les había dado un breve y feroz discurso en el que afirmaba que iban a eliminar un nido partisano y les ordenaba que no perdonaran a nadie. La mayoría de los hombres habían estado luchando en el frente oriental y estaban acostumbrados a llevar a cabo represalias similares contra la población local.
Los soldados rodearon el pueblo desde tres direcciones, dejando solo el acceso al río Arachthos. Las casas fueron atacadas con granadas y cuando los aldeanos se despertaron e intentaron huir fueron fusilados indiscriminadamente. Muchas mujeres, niños y ancianos también cayeron.
Entre las primeras víctimas estaba el sacerdote de la aldea, quien fue asesinado por Röser cuando le rogó que perdonara a su iglesia. Varios informes de testigos presenciales describieron a mujeres violadas, personas golpeadas y cadáveres humillados. Alrededor de cuarenta de los invitados a la boda, que todavía estaban despiertos celebrándola, también fueron asesinados.
La única ruta de escape era a través del río y muchos aldeanos lograron cruzarla, ya sea nadando o a bordo de pequeñas embarcaciones.
Después de apoderarse del ganado y de saquear los objetos de valor, los alemanes incendiaron la aldea.

## Consecuencias
La lista oficial de víctimas incluye 317 personas, entre las cuales hay 73 niños menores de diez años, 20 familias completas y los recién casados. Se erigió un monumento en conmemoración de la masacre en la plaza principal.
Los informes oficiales de la Wehrmacht sobre los eventos en Kommeno afirmaron falsamente que la aldea estaba en manos de partisanos que abrieron fuego pesado contra los alemanes y que 150 de estos partisanos murieron.
Salminger murió en una emboscada por partisanos el 1 de octubre de 1943. En represalia, las fuerzas alemanas de la 1.ª División de Montaña perpetraron la masacre de Lyngiades el 3 de octubre de 1943.
Röser murió en noviembre de 1944 en Freiburg durante un ataque aéreo.
El comandante de la división, Teniente General Walter Stettner desapareció después de mediados de octubre de 1944 cerca de Belgrado, y nunca fue llevado ante la justicia por Las atrocidades en Kommeno.
Hasta la fecha Alemania no ha pagado ninguna reparaciones de guerra a las familias de las víctimas.